# Désoxyadénosine diphosphate
La désoxyadénosine diphosphate (dADP) est un désoxyribonucléotide constitué de résidus d'adénosine et de 2'-désoxyribose lié à un groupe pyrophosphate. Son ribonucléotide correspondant est l'adénosine diphosphate.